# Markučiai

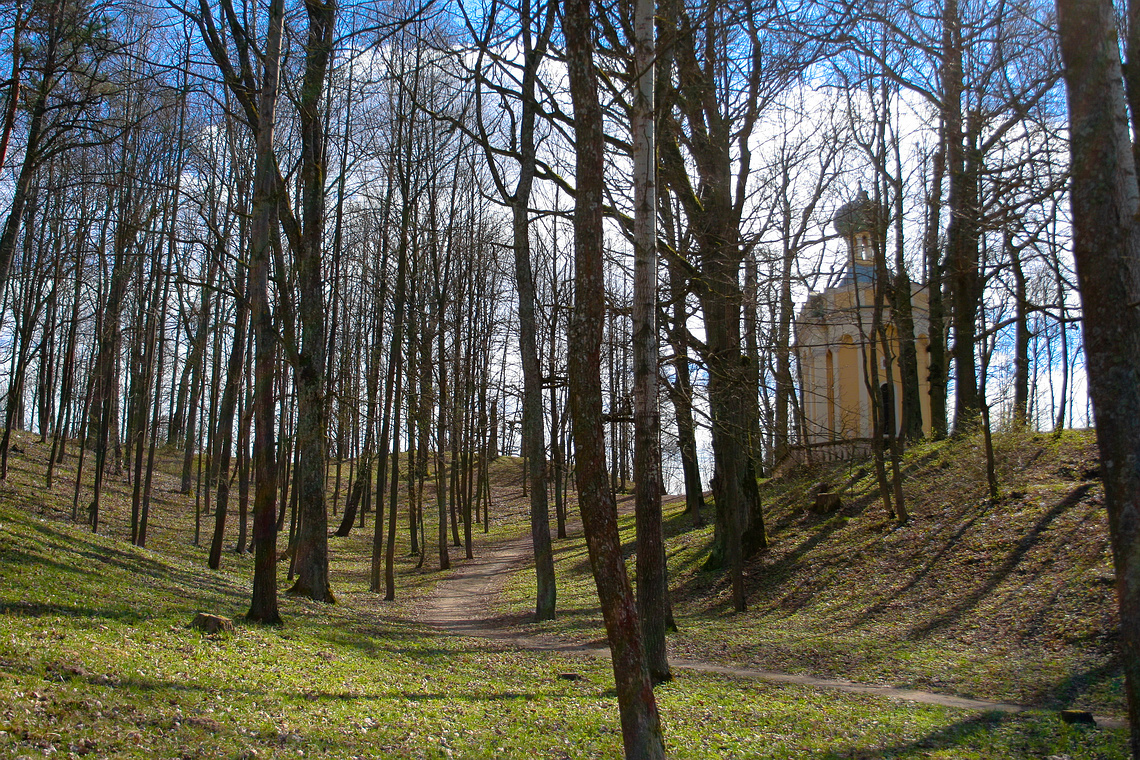
Park

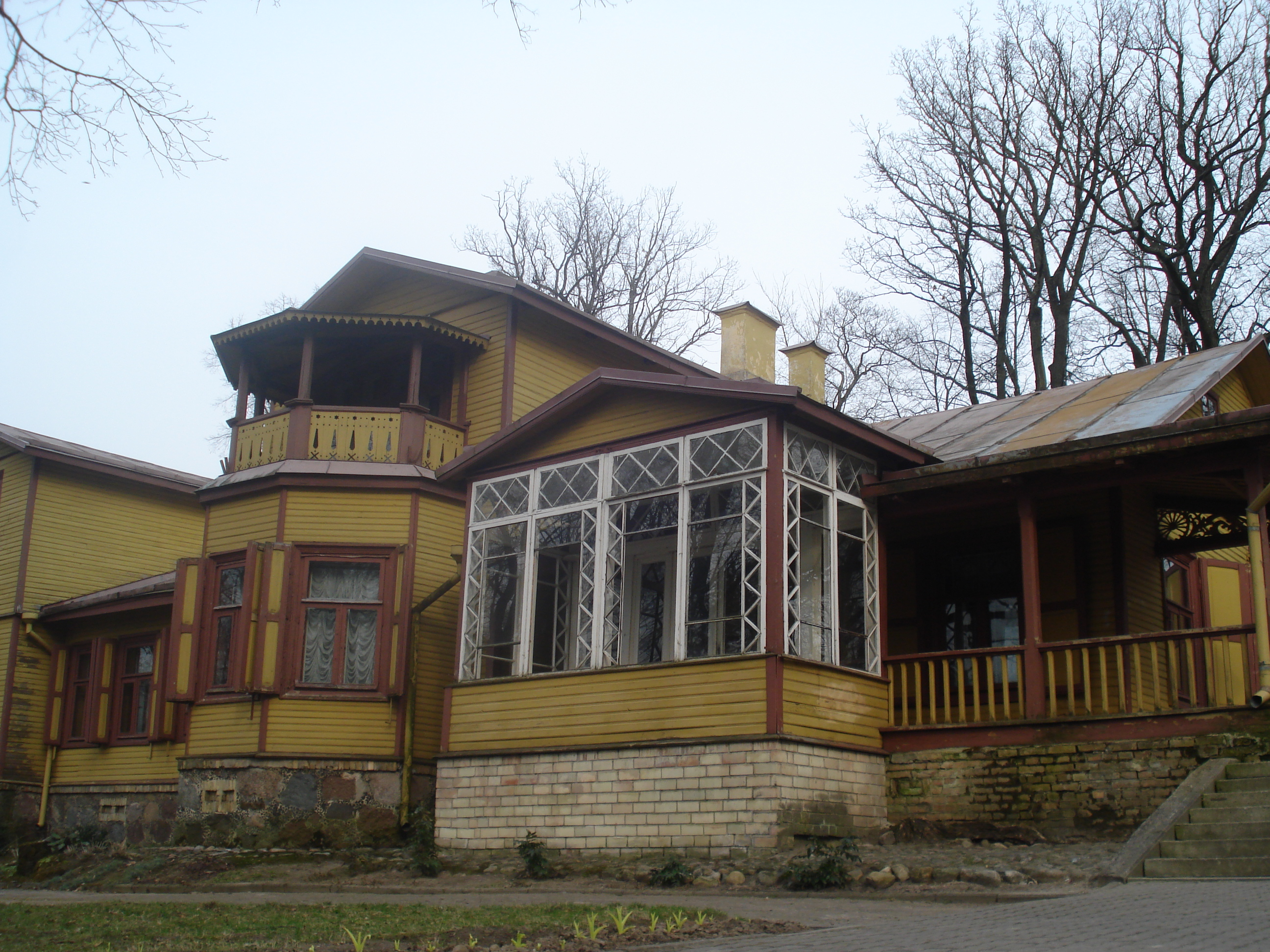
Museum

Markučiai ist ein Stadtteil der litauischen Hauptstadt Vilnius, neben Rasos gelegen. Er gehört zum Amtsbezirk Rasos der Stadtgemeinde Vilnius.
Markučiai befindet sich südöstlich vom Stadtzentrum. Hier gibt es den Gutshof Markučiai, ein Museum zu Alexander Sergejewitsch Puschkin, da der zweite Sohn von Puschkin, Grigori (1835–1905), hier wohnte.